# Vodní nádrž Horka
Vodní nádrž Horka je přehradní nádrž ležící 8 km od Kynšperku nad Ohří. Hráz je přímá, sypaná, zemní se středním hlinitým těsněním. Vodní dílo Horka je postaveno na Libockém potoce na hranici, která odděluje území okresů Sokolov a Cheb. Nachází se na území obcí Krajková, Nový Kostel a Habartov..
Horka začala být budována v roce 1966 a dokončena byla v roce 1969. Pod vodním dílem je postavena úpravna vody. Hráz přehrady není volně přístupná a také komunikace a prostory v blízkosti vodní nádrže jsou pro veřejnost uzavřeny.

## Účel
Horka je vodárenskou nádrží, jejíž hlavní funkcí je akumulace vody pro zásobení sokolovské oblasti pitnou vodou a zajištění minimálního průtoku v toku pod hrází. Součástí vodního díla je malá vodní elektrárna osazená Peltonovou (20 kW), Francisovo (250 kW) a Bánkiho turbínou (130 kW).

## Hydrologické údaje
Vodní nádrž shromažďuje vodu z povodí o rozloze 69,63 km², ve kterém je dlouhodobý roční průměr srážek 760 milimetrů. Průměrný roční průtok Libockého potoka je 0,65 m³/s.
| N             | 1    | 5    | 10   | 50   | 100  |
| ------------- | ---- | ---- | ---- | ---- | ---- |
| Průtok (m³/s) | 13,2 | 27,4 | 34,6 | 53,6 | 62,7 |